# Гринёва, Елена Николаевна (балерина)
Елена Николаевна Гринёва (род. 14 июля 1961, Ленинград) — советская и российская балерина.

## Биография
Родилась в 1961 году в Ленинграде.
В 1979 году окончила Ленинградское хореографическое училище имени А. Я. Вагановой (класс Лидии Тюнтиной).
В 1979—1981 годах — балерина Ленинградского театра оперы и балета им. Кирова.
С 1981 года — балерина Ленинградского малого театра оперы и балета (Михайловский театр), исполнительница партий: Дуняша («Женитьба»), Фея («Золушка»), пастораль («Щелкунчик»), Флёр де Лис , Цыганка («Эсмеральда»), Подруга Вилисы («Жизель») и других.
В 1992 году снялась в роли Панночки в фильме-балете «Танец дьявола» по повести Н. Гоголя «Вий» постановки балетмейстера Леонид Лебедев.
В 1998 году в балете Владимира Карелина «Нижинский. Трагедия русского фавна» исполняла партию «Души Нежинского» — жены Вацлава Нижинского.
На 2020 год — преподаватель Русской национальной балетной школы Илзе Лиепа.

## Фильмография
- 1981 — Анюта (фильм-балет) — эпизод
- 1986 — Миф — артистка балета
- 1992 — Танец дьявола — Панночка — главная роль